# Трегазио (Монца и Бријанца)
Трегазио је насеље у Италији у округу Монца и Бријанца, региону Ломбардија.
Према процени из 2011. у насељу је живело 1935 становника. Насеље се налази на надморској висини од 284 м.